# بتایرز (پنسیلوانیا)
بتایرز (به انگلیسی: Bethayres) یک منطقهٔ مسکونی در ایالات متحده آمریکا است که در پنسیلوانیا قرار دارد.